# Во-ан-Вермандуа
Во-ан-Вермандуа (фр. Vaux-en-Vermandois) — коммуна во Франции, находится в регионе Пикардия. Департамент коммуны — Эна. Входит в состав кантона Сен-Кантен-1. Округ коммуны — Сен-Кантен.
Код INSEE коммуны — 02772.

## Население
Население коммуны на 2010 год составляло 137 человек.
| 1962 | 1968 | 1975 | 1982 | 1990 | 1999 | 2010 |
| ---- | ---- | ---- | ---- | ---- | ---- | ---- |
| 178  | 176  | 146  | 130  | 125  | 131  | 137  |

## Экономика
В 2010 году среди 91 человека трудоспособного возраста (15—64 лет) 65 были экономически активными, 26 — неактивными (показатель активности — 71,4 %, в 1999 году было 73,5 %). Из 65 активных жителей работали 58 человек (30 мужчин и 28 женщин), безработных было 7 (2 мужчин и 5 женщин). Среди 26 неактивных 5 человек были учениками или студентами, 14 — пенсионерами, 7 были неактивными по другим причинам.